# کانن تی‌ایکس
کانن تی‌ایکس (به انگلیسی: Canon TX) یک دوربین عکاسی تک‌لنزی بازتابی ۳۵ میلی‌متری ساخت شرکت کانن است.